# Tania Cagnotto
Tania Cagnotto (Bolzano, 15 de maio de 1985) é uma saltadora italiana, especialista no trampolim, medalhista olímpica 

## Carreira

### Rio 2016
Tania Cagnotto representou seu país nos Jogos Olímpicos de Verão de 2016, na qual conquistou uma medalha de prata, no trampolim sincronizada com Francesca Dallapé. 
No trampolim individual Tania fez seguras apresentações que a levaram a medalha de bronze, atrás das chinesas Shi Tingmao e He Zi.